# Chlorissa approximans
Chlorissa approximans är en fjärilsart som beskrevs av W. Warren 1897. Chlorissa approximans ingår i släktet Chlorissa och familjen mätare. Inga underarter finns listade i Catalogue of Life.